# Siegmundstor (Salzburg)

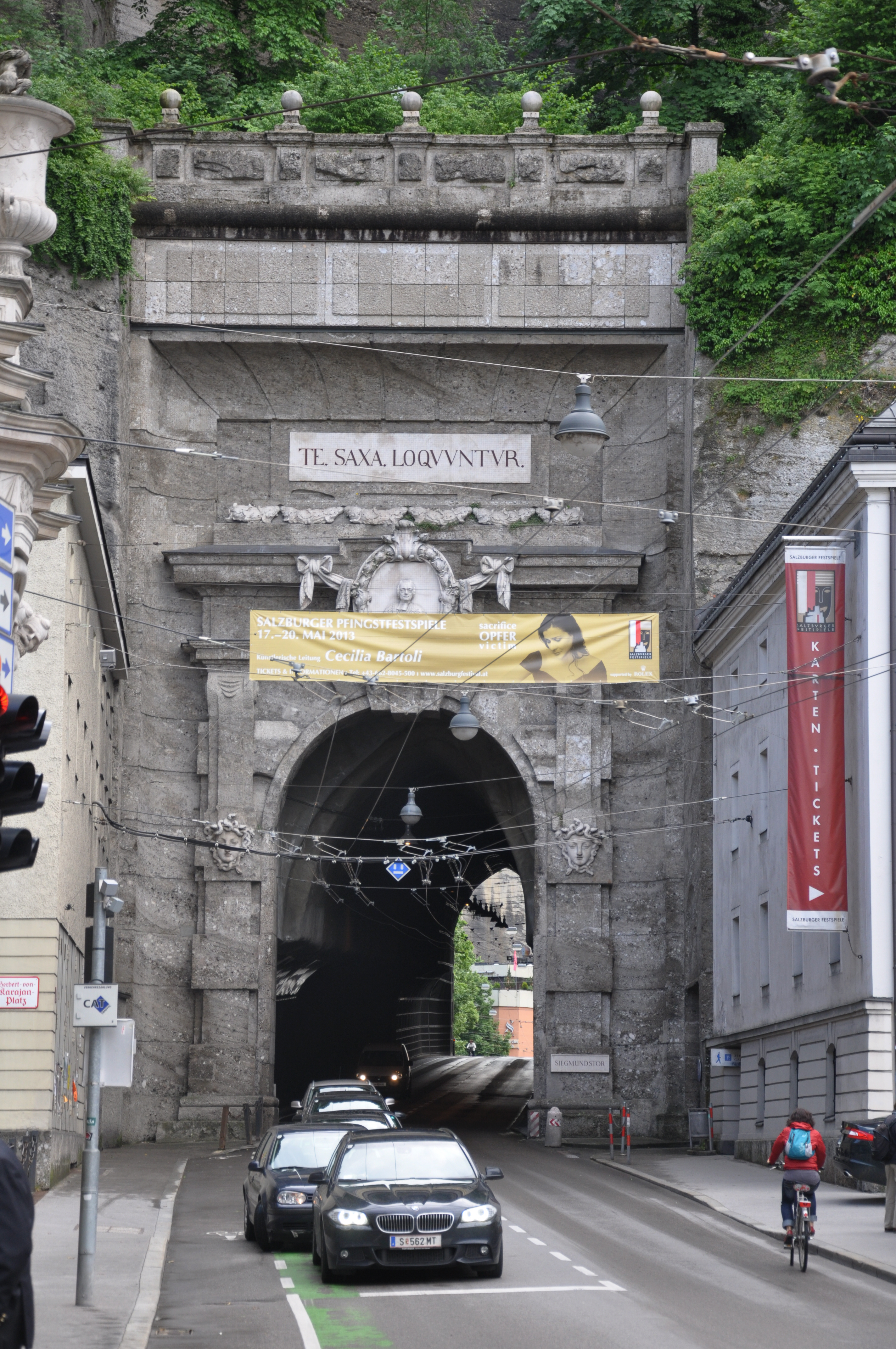
Ostportal und Blick von der Altstadtseite durch das Siegmundstor in Richtung Westen

Das Siegmundstor, im Volksmund zumeist Neutor genannt, ist ein Tunnel, der im 18. Jahrhundert in der Stadt Salzburg errichtet worden ist. Es verbindet die Altstadt mit dem Stadtteil Riedenburg und hat eine Länge von 131 Metern. Das Siegmundstor ist der älteste Straßentunnel des heutigen Österreich und nach dem Urnerloch nächst dem Gotthardpass in der Schweiz (64 Meter lang, vollendet 1708) und der östlichen Röhre des Ilzdurchbruchs in Passau der – soweit bekannt – älteste Straßentunnel Europas. Er war früher gleichzeitig eines der Stadttore der historischen Altstadt. Von 1916 bis 1940 wurde es außerdem von der Straßenbahn durchfahren, seither verkehrt der Oberleitungsbus Salzburg durch das Siegmundstor. Der Tunnel ist 131 m lang und 7 m hoch. 

## Vorgeschichte
1675 trat der Salzburger Hofbaukommissär Michael Springrueber mit dem Anliegen an Hofkriegsrat Guidobald Franz Freiherr von Hegi heran, zur besseren fortifikatorischen Sicherung der Kernbereiche der Stadt Salzburg und der Festung Hohensalzburg den Hofstallsteinbruch so auszubauen, dass der Mönchsberg in zwei Hälften geschnitten wird, die dann nur mittels einer abwerfbaren Holzbrücke miteinander verbunden bleiben sollten. Nach dem möglichen Fall der Festungswehranlagen im Raum der Monika- und Augustinerpforte wäre der gesamte Mönchsberg ansonsten bis zu den Vorwerken der Festung in die Hände des Feindes gelangt und die Altstadt zur Gänze von oben in Beschuss geraten. 1676 trat Hegi mit dem gleichen Anliegen an Fürsterzbischof Max Gandolf von Kuenburg heran und ersuchte zu prüfen, ob der Mönchsberg an dessen schmalsten Stelle nicht durchschnitten werden könnte. Er erwähnte in seinen Ausführungen erstmals auch den hohen Nutzen für eine Stadterweiterung. Die Talniederung der Riedenburg als altstadtnaher Siedlungsraum könnte durch den Durchstich leicht nutzbar gemacht und der neue Stadtteil zudem vergleichsweise einfach militärisch gesichert werden.
Von 1676 bis 1687 (Tod Max Gandolfs) wurde der Steinbruch beim Hofstall betrieben und in 35 m Breite der Berg abgegraben. Danach wurden die weiteren Arbeiten wegen Unwirtschaftlichkeit wieder aufgegeben. Noch heute sind diese Arbeiten zu erkennen, der begonnene Durchstich bildet nächst dem Festspielhaus und über dem heutigen Siegmundstor eine in den Berg geschlagene Aussichtsterrasse.

## Baugeschichte

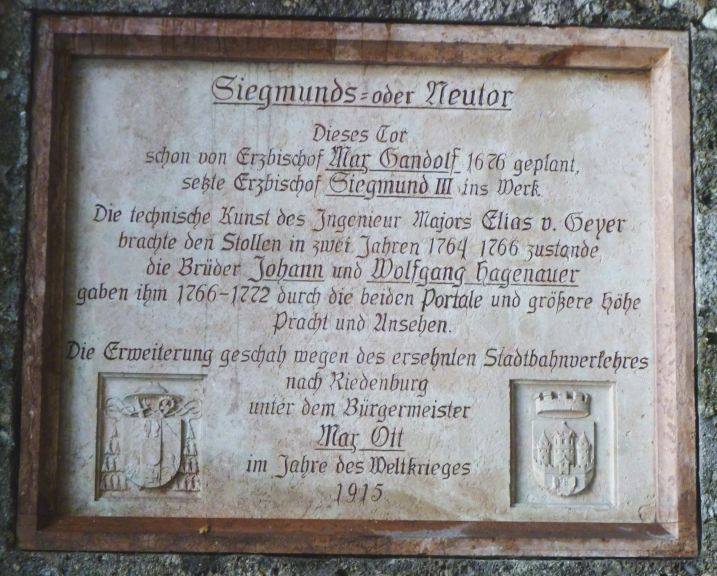
Gedenktafel im Siegmundstor

1759 brachte der damalige Baukommissar Elias Edler von Geyer den Gedanken des Mönchsbergdurchstiches erneut an den nunmehrigen Fürsterzbischof Siegmund III. Christoph Graf von Schrattenbach heran. Der Plan wurde anfangs wieder für durchführbar erachtet, doch entschied man sich aus Kostengründen zunächst für einen als Provisorium errichteten Stollen, der später die Basis für eine Zweiteilung des Mönchsberges bieten sollte – ein Plan, von dem die Verantwortlichen aber dann immer mehr abrückten.
Am 14. Mai 1764 begann man von beiden Seiten mit dem Stollenbau, am 2. September 1765 wurde die Scheidewand durchbrochen. Die Bauleitung hatte Ingenieur-Major Elias von Geyer über. Die Baukosten des Stollenbauwerkes selbst betrugen 5.565 Gulden und 50 Kreuzer und waren damit um etwa ein Drittel geringer als vor Baubeginn angenommen. Die Gesamtkosten betrugen 19.820 Gulden, wovon alleine auf die Portale 11.538 Gulden entfielen.
Der Felsaushub des 135 m langen, 5,5 m breiten und 7 m hohen „Loches“ – ca. 4.500 m³ Geröll – wurde für den Straßenbau verwendet sowie in Blöcken ausgebrochen und verkauft. Durch diesen Verkauf konnte ein Großteil der Baukosten hereingebracht werden, allerdings ohne die Ausgaben für die beiden Portale. Der Tunnel steigt um 8 % an, was eine natürliche Ausleuchtung (wenn auch nur unmerklich) begünstigt.

## Das Siegmundstor als Kunstwerk
Die beiderseitigen Fassaden wurden architektonisch durch Wolfgang Hagenauer gestaltet, die Bildhauerarbeiten stammen von Johann Baptist Hagenauer.

### Das Ostportal

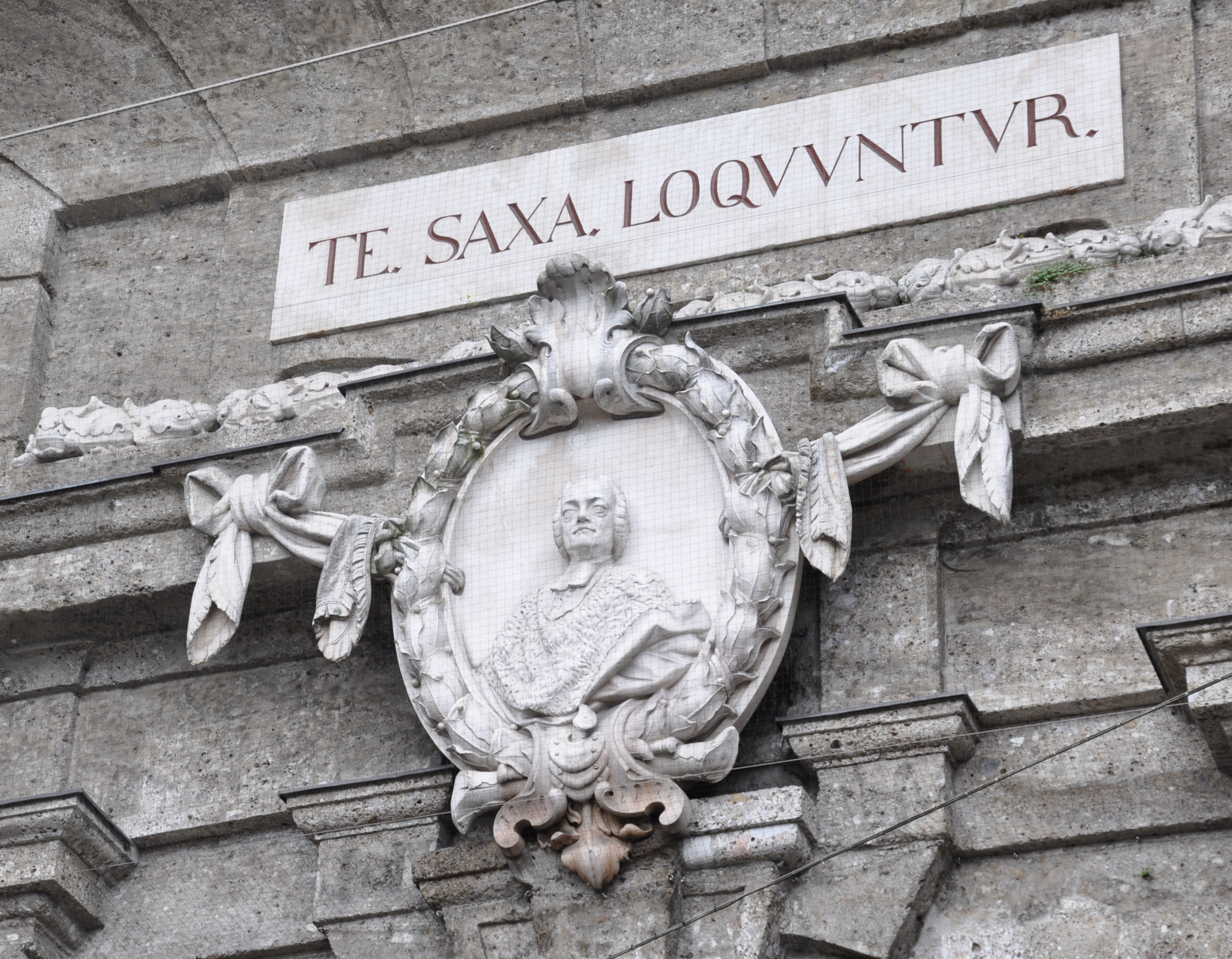
Relief am Ostportal des Siegmundstors

Am Eingang des Siegmundstores wurde altstadtseitig über dem Relief-Brustbild des Landesfürsten eine Inschrift angebracht, die auch heute an den Bauherren Sigismund Graf Schrattenbach erinnert: „Te saxa loquuntur“ („Von Dir reden die Steine“). Vor dem heutigen Ostportal war ursprünglich ein weiterer Torbogen in Verlängerung der heutigen Fresken der Pferdeschwemme angebracht. Der Platz rund um die Pferdeschwemme hatte dadurch ein streng symmetrisches und harmonisches Bild. Das dahinter liegende Prunktor verlor durch die Entfernung des vorderen Tores den ursprünglichen Überraschungseffekt.

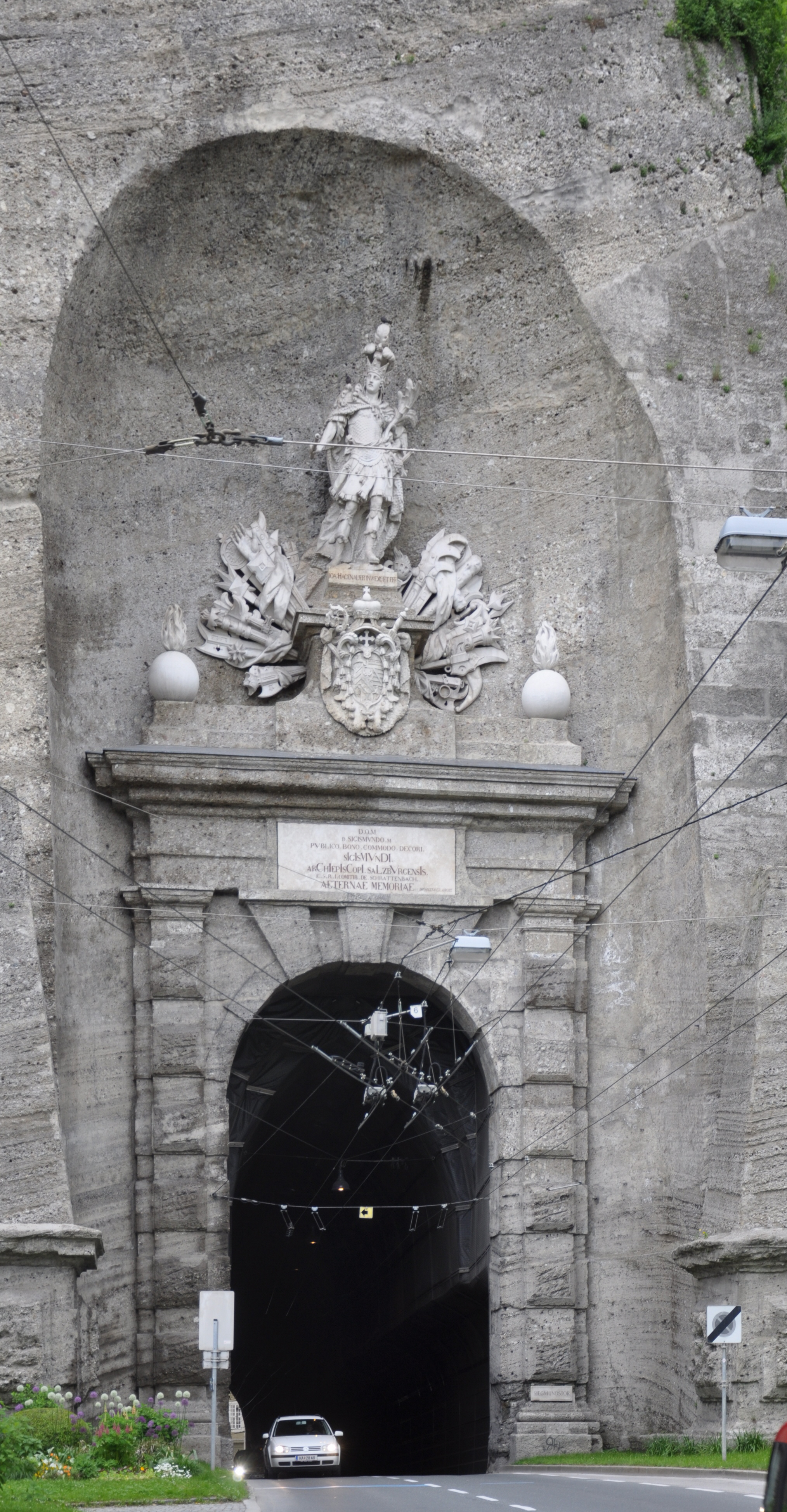
Westportal des Siegmundstors

### Das Westportal

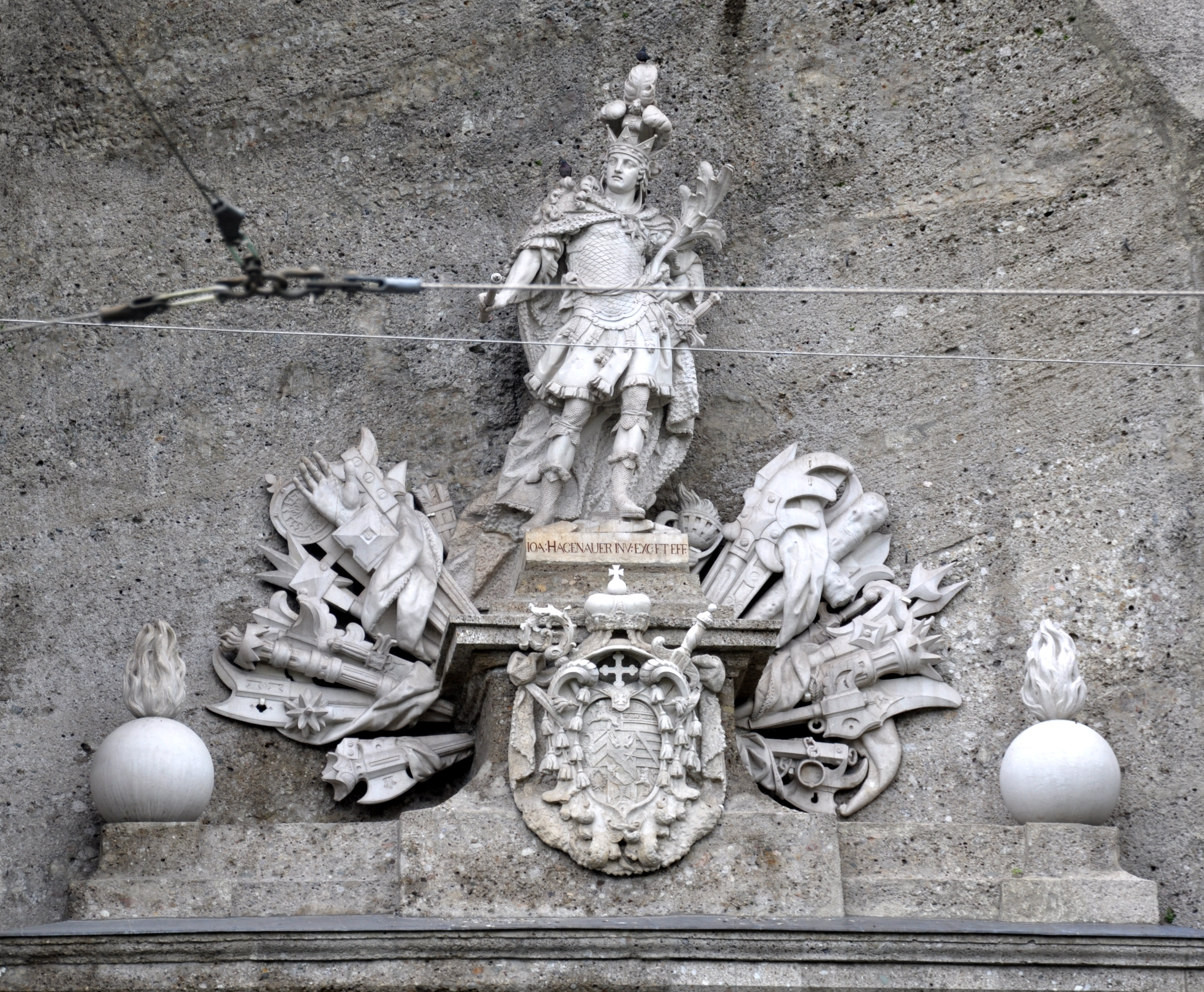
Der Heilige Sigismund über dem Westportal

Das Portal im Westen (gegen den Stadtteil Riedenburg) zeigt als Krönung des Tunnelportals eine Statue des Burgunderkönigs, Märtyrers und Heiligen Sigismund († 524) über Kriegstrophäen und dem Wappen Schrattenbachs.
Die dortige Inschrift lautet: „D(eo) O(ptimo) M(aximo) - D(ivino) Sigismundo M(artyri) publico bono, commodo decori. SIgIsMVnDI ArChIepIsCopI SaLzVrgensIs P(rincepis) S(acri) R(omani imperii) comitib(us) de Schrattenbach aeternae memoriae W(olfgangus) Hagenauer archit(ectus)“ („Gott, dem Größten und Höchsten - Den heiligen Märtyrer Sigismund gestaltete dem Staat gefällig für Sigismund, Erzbischof von Salzburg und Fürst des Heiligen Römischen Reiches (Deutscher Nation) aus dem Geschlecht von Schrattenbach, der Architekt Wolfgang Hagenauer“). Die Großbuchstaben ergeben dabei als römische Ziffern addiert (V=U) die Jahreszahl 1767.
Die Plinthe der Statue lautet „Joan(nnae) Hagenauer inv(enit) exc(ussit) et eff(ecit)“ („Johann (Baptist) Hagenauer hat (die Statue) erfunden, (aus dem Stein) herausgebrochen und vollendet“).

### Die vorgesehene Ruinenbastei
Der Bauplan sah vor, in der Riedenburg ein zugehöriges militärisches Vorwerk in künstlerisch verbrämter Form eines Ruinenparks zu verwirklichen. Diese Ruinen sollten bildhaft die damals wieder neu ins Bewusstsein der Bevölkerung gelangte römische Stadt Juvavum in ihren Ruinen und das hohe Alter der Stadt Salzburg symbolisieren. Der Park selbst kam aber außer zwei Ruinen-Obelisken durch den Tod Sigismunds 1772 nicht mehr zu Ausführung. Johann Baptist von Hagenauer wurde nach einem Streit mit dem sparsameren Erzbischof Colloredo entlassen, sein Bruder Wolfgang jedoch blieb als hochfürstlicher Hofbaudirektor weiter im Amt.

## Der einstige militärische Zwinger vor dem Westtor
Bis etwa 1860 war das Siegmundstor westseitig von einem Zwinger fortifikatorisch geschützt, der von einer Wehrmauer samt Wachhaus und Mauthaus umgeben war, welche an drei Seiten wieder ein breiter Wassergraben mit Zugbrücken umschloss. Das Siegmundstor selbst konnte mit einem Steckentor (das heißt mit Palisaden) vor einem Angriff geschützt werden.

## Heutige Bedeutung
Heute ist das schmale Siegmundstor mit zwei Fahrspuren ein wichtiger Verkehrsweg von den westlich gelegenen Stadtteilen in die Altstadt und ist zu Festspielzeiten oft überlastet. Neben der Straße verläuft auf der nördlichen, der Festung abgewandten Seite ein kleinerer Stollen für Fußgänger und Radfahrer, von dem aus auch Zugangstunnel zur nördlichen der beiden im Mönchsberg gelegenen Altstadtgaragen führen. Der auf der Festungsseite gelegene, nur für Fußgänger vorgesehene Tunnel durch den Berg führt etwas vom direkten Weg parallel zum Straßentunnel ab. Er bietet auch Zugang zur südlichen Altstadtgarage und bei Aufführungen direkten Zugang in das Festspielhaus.
Der ursprüngliche Name des Tores konnte sich in der Bevölkerung zuerst nur wenig durchsetzen. Erst nach 1990 wurde die Bezeichnung „Siegmundstor“ wiederbelebt, da der auf der Altstadtseite angrenzende Platz, welcher nach Siegmund (Sigismundus) Christoph von Schrattenbach als „Siegmundsplatz“ benannt war, nach dem Tod Herbert von Karajans auf dessen Namen geändert wurde. In der Bevölkerung Salzburgs hält sich allerdings bis heute hartnäckig die Bezeichnung „Neutor“, zumal die vom Tor stadtauswärtsführende Straße weiterhin den Namen „Neutorstraße“ trägt.
Kurz vor der Gemeinderats- und Bürgermeisterwahl 2019 beschlossen SPÖ, NEOS und Grüne eine Sperre des Neutors in der Salzburger Altstadt für den privaten Durchzugsverkehr mit Pkw. Nach dem verlorenen ersten Durchgang der Wahl distanzierte sich die Salzburger SPÖ im März 2019 von dem gemeinsamen Beschluss.